# Зуєвці
Зу́євці (рос. Зуевцы) — присілок у складі Нагорського району Кіровської області, Росія. Входить до складу Мулінського сільського поселення.
Населення становить 40 осіб (2010, 67 у 2002).
Національний склад станом на 2002 рік — росіяни 100 %.